# Dionisio Assis Dal-Prá
Dionisio Assis Dal-Prá (Lagoa Vermelha, 26 de agosto de 1929 — Paranavaí, 10 de maio de 2014) foi um pecuarista, empresário e político brasileiro.
Exerceu o mandato de deputado federal constituinte em 1988. Trabalhou como agricultor e pecuarista, e elegeu-se durante os anos de 1955 a 1959 e de 1959 a 1963 vereador de Alto Paraná (PR). Entre 1965 e 1968, ocupou o cargo de presidente do sindicato patronal rural de Paranavaí (PR). Devido a extinção dos partidos políticos dado pelo Ato Institucional nº 2 (27/10/1965) e a implantação do bipartidarismo, filiou-se à Aliança Renovadora Nacional (ARENA), partido criado em 1965 com a finalidade de dar sustentação política à ditadura militar.

## Biografia
Dionisio nasceu em Lagoa Vermelha em 26 de agosto de 1929, filho do casal Domingos Dal-Prá e Ida Ravizoni. Em 11 de junho de 1949 casou-se com Clari Pontello, com quem teve dois filhos: Clori e Carmen.
Empresário, agricultor e pecuarista, foi um dos pioneiros da citricultura do município. Dal-Prá foi um dos políticos mais influentes na região do Paraná, e também um dos fundadores da TV Imagem, atualmente RPC TV Noroeste, empresa do Grupo Paranaense de Comunicação (GRPCOM). Foi vereador em Alto Paraná e se mudou para Paranavaí nos anos 60, quando em 1968 foi eleito prefeito da cidade. Em 1986 foi eleito deputado federal, o único da região a participar da elaboração da Constituição de 88.
Dal-Prá vinha lutando contra câncer de próstata há muitos anos, mas faleceu vítima do mesmo aos 88 anos na noite do dia 10 de maio de 2014. O velório foi realizado na Capela do Plano Santa Maria, em Paranavaí. Seu neto, Dr. Jorge Sergio Reis-Filho, alcançou notoriedade no Reino Unido e nos EUA como cientista e empresário. Além de identificar novos tratamentos de câncer, o Dr. Reis-FIlho desenvolveu novas tecnologias para a caracterização de tumores humanos.

## Trajetória Política
Filiações Partidárias: PFL; PTB, 1954-1962; ARENA, 1966-1973.
Sua carreira política inclui o cargo de vereador em Alto Paraná durantes os anos 1955/1959. Quando pré-estabelecido em Paranavaí, nomeou-se prefeito da cidade pelo partido político ARENA - encargo de 31 de janeiro de 1969 a 30 de janeiro de 1973. Em novembro de 1979 aconteceu a extinção do bipartidarismo, e com isso, Dionisio transferiu-se para o partido liderado pelo ex-governador Ney Braga -  Partido Democrático Social (PDS) (agremiação que sucedeu à antiga Arena). Eleito em 1986 e assumido no início de 1987 como deputado federal constituinte pelo Paraná, na legenda do PFL, teve como base eleitoral a região noroeste do estado, com maior relevância ao município de Paranavaí que venceu em dezembro de 1990. Ajudou a formar a atual constituição da república, publicada em outubro de 1988 - chamada constituição cidadã. Em 1987 foi suplente da Subcomissão da União, Distrito Federal e Territórios e da Comissão da Organização do Estado e membro titular da Subcomissão dos Direitos dos Trabalhadores e Servidores Públicos da Comissão da Ordem Social.
Ligado à União Democrática Ruralista (UDR), entidade associativa brasileira que reúne grandes proprietários rurais votou contra:
- o rompimento de relações diplomáticas com países que adotam uma política de discriminação racial;
- o aborto;
- o limite de 12% ao ano para os juros reais;
- a remuneração de 50% superior para o trabalho exprtra;
- a jornada semanal de 40 horas;
- o voto aos 16 anos;
- a proibição do comércio de sangue;
- a limitação dos encargos da dívida externa;
- a criação de fundo de apoio à reforma agrária;
- o turno ininterrupto de seis horas;
- a legalização do jogo do bicho;
- a desapropriação da propriedade produtiva;

e manifestou-se a favor:
- da pena de morte;
- da anistia a micro e pequenos empresários;
- do presidencialismo.[2]

Também teve grande destaque na vida social e comunitária. Fundou e foi presidente do Centro de Tradições Gaúchas - CTG e Sociedade Rural do Noroeste do Paraná, e foi integrante do Rotary Club desde 1968.
Sem ter tentado sua reeleição, deixou a Câmara dos Deputados em janeiro de 1991.
Passou então, a dedicar-se à sua concessionária de veículos em Paranavaí e também a suas propriedades rurais na região. Participou e continuou filiado ao PFL, cuidando efetivamente das atividades da Sociedade Rural do Noroeste do Paraná, e foi eleito um dos diretores por diversos anos. Durante o período de 2007 e 2009 voltou a ser eleito presidente da associação.